# Мадагаскарская область
Мадагаскарская область  — область в фаунистическом районировании в биогеографии и экологии. Входит в царство Палеогея (Палеотропическое). Включает в себя, кроме острова Мадагаскар, Сейшельские, Маскаренские, Коморские и другие острова.
Фауна — типично островная, своеобразна и дисгармонична.
Обезьяны здесь отсутствуют, зато полуобезьян — 3 эндемичных семейства. Это — лемуровые (16 видов), индриевые (4 вида), руконожковые (1 вид).
Насекомоядные эндемики — тенреки, 28 видов.
Из рукокрылых — монотипичное семейство присосконогов. Хищные — только эндемичные мадагаскарские виверры. Есть подсемейство хомяков, 18 видов. Из копытных встречается  малая кистеухая свинья.
На Мадагаскаре жили в плиоцене мадагаскарские бегемоты (Hippopotamus madagascariensis и Hippopotamus lemerlei). 200 лет назад вымерли нелетающие птицы, эпиорнисы, 9 видов. Самый крупный из них был 3 м ростом и 400 кг весом. В то же время на Маскаренских островах вымерли нелетающие дронты. Эндемики — мадагаскарские петушки, филепитовые, ванговые.
Встречаются ящерицы (гекконы), черепахи, удавы, ужеобразные, крокодилы, много хамелеонов. Мельчайшая из черепах плоскохвостая черепаха — 12,5 см в длину, крупнейшая гигантская — 128 см. Есть 2 рода эндемичных игуан.